# Super soldato

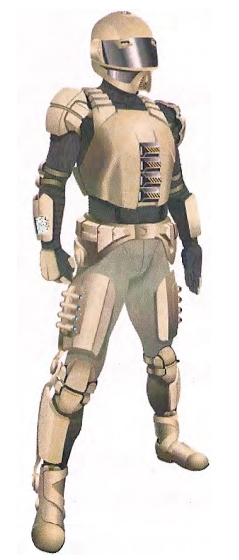
Un concetto di esoscheletro motorizzato progettato per l'iniziativa Future Soldier 2030

Un super soldato è un soldato immaginario che opera oltre i normali limiti umani; il concetto di "super soldato" è comparso in opere, sia di fantascienza sia di spionaggio o belliche, in narrativa, cinema, fumetto, televisione e videogiochi.
I super soldati sono generalmente umani potenziati tramite eugenetica, ingegneria genetica, impianti cibernetici, sieri, lavaggio del cervello, eventi traumatici, allenamento estremo o altri mezzi scientifici o pseudoscientifici; in alcuni casi il loro potenziamento è dovuto a cause paranormali come magia o tecnologia di origine extraterrestre.

## Super soldati

### Cinema e televisione
Un esempio di super soldato in ambito cinematografico è RoboCop del 1987, ambientato in un futuro distopico in cui il personaggio principale è un poliziotto che, dopo essere stato ucciso, viene impiegato per la costruzione di un robot per il controllo del crimine; il suo cervello viene affiancato ad un sistema informatico in cui è inserita la programmazione di base e alcune direttive che determinano il suo comportamento di agente di polizia.
In ambito televisivo, invece, sono da citare i Super Soldati creati dai Colonizzatori nella serie di fantascienza X-Files.

### Fumetto

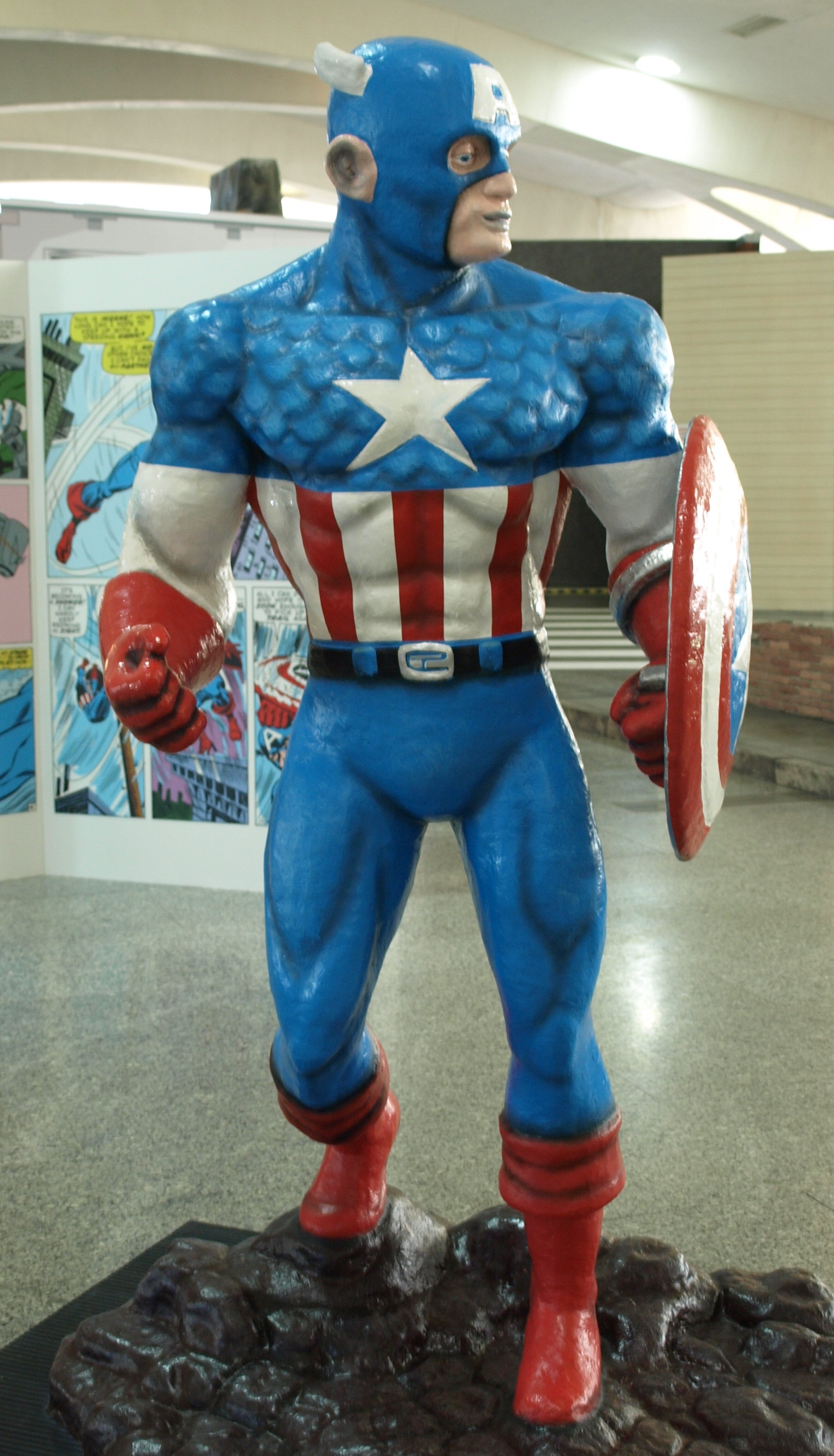
Il personaggio dei fumetti Capitan America è un esempio di "super soldato"

L'esempio più famoso di super soldato nei comics statunitensi è quello di Capitan America: il personaggio nacque nella Seconda guerra mondiale nell'ambito di un esperimento segreto chiamato "Operazione Rinascita", volto alla creazione di un esercito di super soldati tramite un siero apposito (il siero del supersoldato). Il gracile Steve Rogers, scartato alla visita di leva a causa della sua costituzione inadatta, vide il suo fisico e la sua mente enormemente potenziati e divenne così il supereroe Capitan America.
Nel corso del crossover Marvel contro DC del 1996 venne creata la linea editoriale Amalgam Comics, fittizia casa editrice che pubblicava personaggi derivanti dalla fusione dei personaggi Marvel Comics e DC Comics; uno di questi era Super Soldato, fusione di Capitan America e Superman, eroe della seconda guerra mondiale dotato di incredibili superpoteri di origine aliena.

### Giochi
Tra i videogiochi di fantascienza e d'azione sono numerosi quelli che presentano dei super soldati: tra i principali ci sono Halo, Prototype, Crysis, Metal Gear e StarCraft.
Un esempio di super soldati nei giochi da tavolo sono gli Space Marine nel gioco Warhammer 40.000 (e nei suoi derivati StarQuest, Space Hulk, Epic, Battlefleet Gothic, Inquisitor e Aeronautica Imperialis), uomini geneticamente modificati e cyborg con abilità psichiche e poteri mistici creati per difendere il genere umano da alieni e da forze del male.

### Letteratura
- Nel libro Capre di guerra (The Men Who Stare at Goats), da cui è stato tratto il film L'uomo che fissa le capre, il giornalista Jon Ronson documenta come l'esercito statunitense tentò ripetutamente e fallì nell'addestrare dei soldati ad usare dei poteri psichici.[2][3]